# Kevin Whately

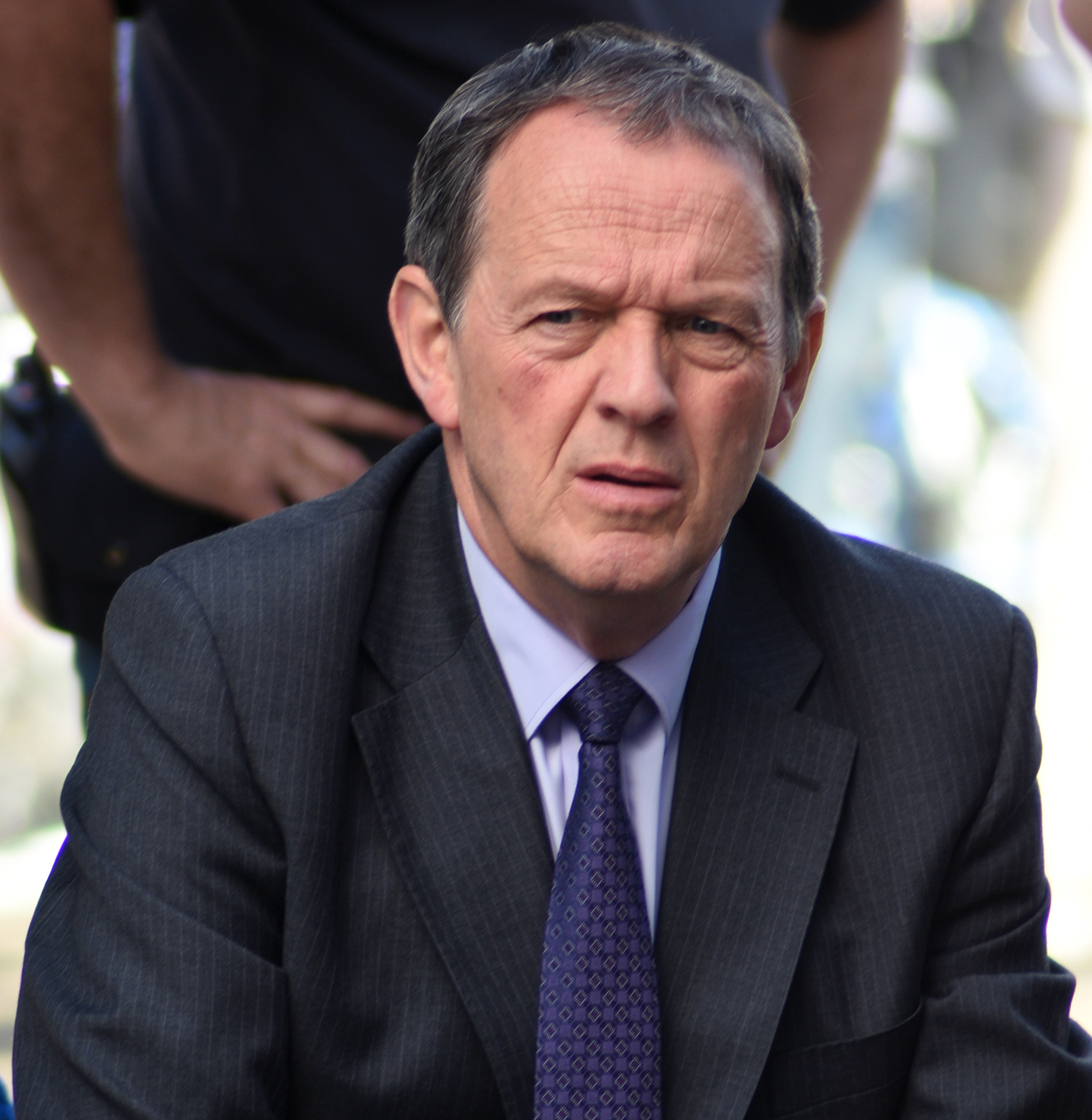
Kevin Whately als Inspector Lewis (2015)

Kevin George Edward Whately (* 6. Februar 1951 in Newcastle upon Tyne) ist ein britischer Schauspieler.

## Leben

### Kindheit, Jugend und Bildung
Der in Newcastle upon Tyne geborene Kevin Whately wuchs in Humshaugh, Northumberland, auf. Seine Mutter Mary Whately, geb. Pickering, war Lehrerin, sein Vater Richard Commander der Royal Navy. Seine Großmutter mütterlicherseits, Doris Phillips, Sängerin. Sein Ur-Urgroßvater Richard Whately der (anglikanische) Erzbischof von Dublin.
Whately wurde an der Barnard Castle School ausgebildet und studierte an der Central School of Speech and Drama in London Schauspiel.

### Privates
Whately ist seit April 1984 mit Madelaine Newton verheiratet und hat mit ihr zwei Kinder. Seine Tochter Catherine (Rufname Kitty, * 1983) spielte in Auf Wiedersehen, Pet seine Filmtochter, sein Sohn Kieran wurde 1985 geboren. Mit seiner Frau lebt Whately in der Nähe von Milton Keynes. Er ist Fan von Newcastle United und FC Burnley, findet jedoch allgemein Rugby interessanter als Fußball.

### Karriere
Whately war vor seiner Schauspielkarriere Buchhalter und Folksänger; er spielt Gitarre. Er hört unter anderem Musik von Pink Floyd und Dire Straits.
Sowohl in der Fernsehserie Miss Marple als auch in Sherlock Holmes spielte Whately einen Sergeant, dies sollte sich in Inspector Morse von 1987 bis 2000 wiederholen. Dort stand er als Lewis vor der Kamera. Von 2006 bis 2015 erhielt dieser Polizist mit Lewis – Der Oxford Krimi seine eigene Serie, in der Whately die Titelrolle verkörperte. In dieser neuen Serie bekam Lewis den Sergeant James „Jim“ Hathaway, dargestellt von Laurence Fox, zur Seite gestellt.
Er spielte auch Rollen in den britischen Fernsehserien Peak Practice, Auf Wiedersehen, Pet, Alas Smith & Jones, B&B, Shoestring, Angels und Juliet Bravo. Außerdem sollte er die Kindersendung Blue Peter moderieren. Dies fiel letztlich jedoch Peter Duncan zu.

## Filmografie (Auswahl)
- 1978: Out of the Past (Fernsehserie, 2 Folgen)
- 1980: In Frankreich notgelandet (Fair Stood the Wind for France, Miniserie, Folge 1x01)
- 1982: Schatten der Vergangenheit (The Return of the Soldier)
- 1983: Shackleton – Der Mann im Schatten des Pols (Shackleton, Miniserie, Folge 1x02, als Jameson Adams)
- 1983–2004: Auf Wiedersehen, Pet (Fernsehserie, 40 Folgen)
- 1985: Miss Marple – Ein Mord wird angekündigt (Miss Marple: A Murder Is Announced, Miniserie, 3 Folgen)
- 1987–2000: Inspektor Morse, Mordkommission Oxford (Inspector Morse, Fernsehserie, 32 Folgen)
- 1988: Look and Read (Fernsehserie, 10 Folgen)
- 1992: B & B
- 1993–1995: Peak Practice (Fernsehserie, 36 Folgen)
- 1996: In der Falle (Trip Trap, Fernsehfilm)
- 1996: Der englische Patient (The English Patient)
- 1997–1998: The Broker’s Man (Fernsehserie, 12 Folgen)
- 1999: Pure Wickedness (Fernsehserie, 4 Folgen)
- 1999: What Katy Did (Fernsehfilm)
- 2000: Paranoid – 48 Stunden in seiner Gewalt (Paranoid)
- 2000: Purely Belter – Ticket für ein Jahr (Purely Belter)
- 2004: The Legend of the Tamworth Two (Fernsehfilm)
- 2002: Albtraum ohne Ende (Silent Cry)
- 2004: Familienanschluß (Belonging, Fernsehfilm)
- 2005: Dad (Fernsehfilm)
- 2006: New Tricks – Die Krimispezialisten (New Tricks, Fernsehserie, Folge 3x08)
- 2006–2015: Lewis – Der Oxford Krimi (Lewis, Fernsehserie, 42 Folgen)
- 2007: Who Gets the Dog? (Fernsehfilm)
- 2008: The Children (Miniserie, 3 Folgen)
- 2010: Joe Maddison’s War (Fernsehfilm)
- 2012: George Gently – Der Unbestechliche (Inspector George Gently, Fernsehserie, Folge 5x04)
- 2017: Who Shot Simon Cowell? (Fernsehfilm)
- 2021: Inspector Barnaby (Midsomer Murders, Fernsehserie, Folge 22x05)